# Шамраївка (Білоцерківський район)

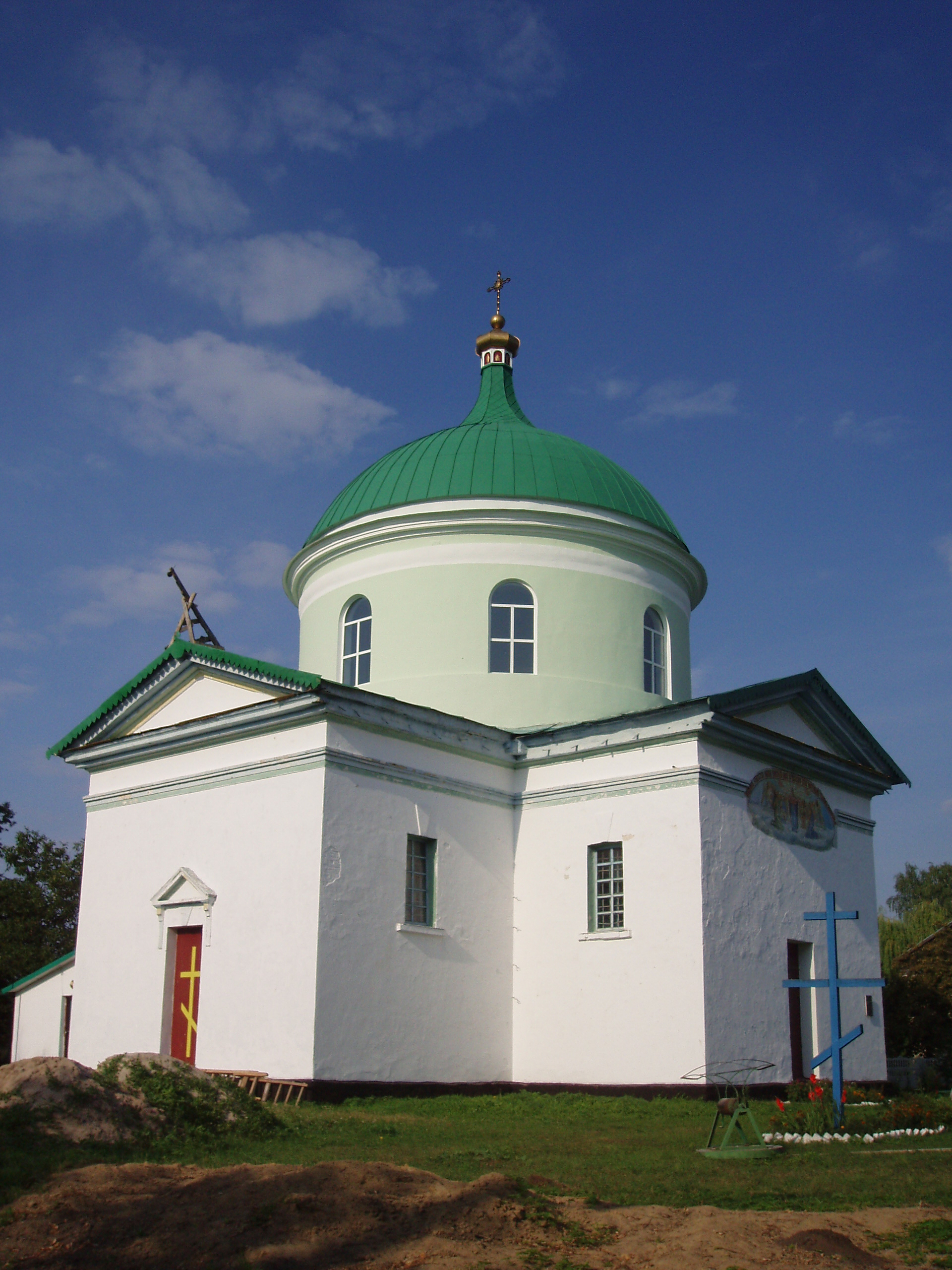
Спиридонівська церква

Шамраї́вка — село в Україні, у Сквирській міській громаді Білоцерківського району Київської області. Відстань до центру громади близько 13 км і проходить автошляхом Н02.

## Загальні дані
Село розташоване на відстані 22 км від залізничної станції біля річки Роставиці. Землі села межують із Білоцерківським районом Київської області.
Шамраївка — достатньо велике село. За результатами перепису населення України 2001 року населення села становило 1 877 осіб.

## Історія

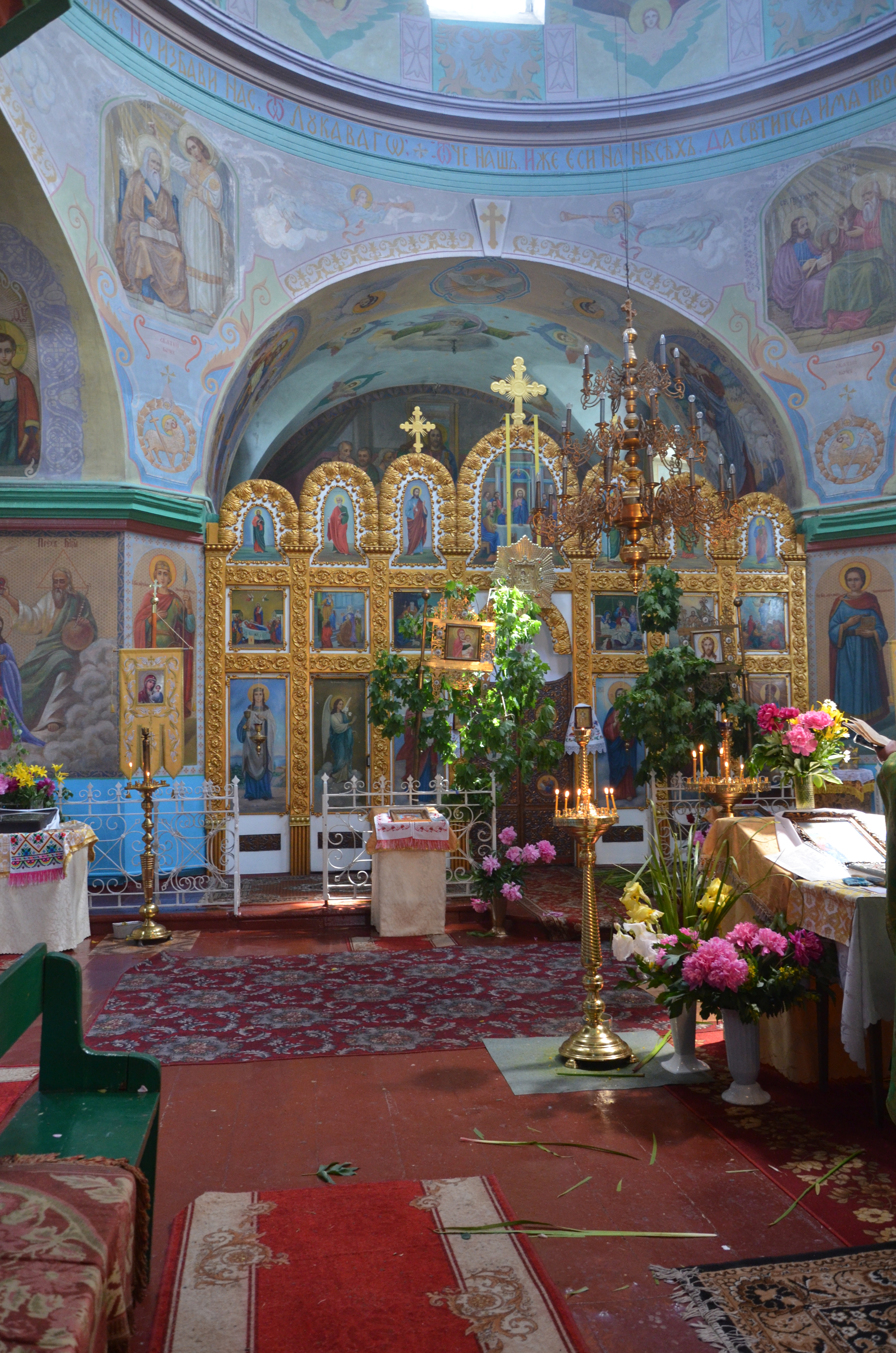
Спиридонівська церква (мур.), село Шамраївка (Сквирський район)

Поблизу села розташовані давнє велике городище і 15 пласких курганів, обставлених по колу кам'яними брилами.
Перша історична згадка вла́сне про Шамраївку датується в 16 століті
За тутешнім переказом походження назви села пов'язується з імʼям одного з першопоселенців — Шамрою. Людиною він був досвідченою й мудрою, тутешні зверталися до нього по пораду і допомогу. Місце, де він жив, мовляв, і отримало назву Шамраївка.
На межі XIX—XX століть населення Шамраївки сягало 5000 осіб. Тут діяв Шамраївський ярмарок, цукровий завод [Архівовано 30 листопада 2021 у Wayback Machine.], декілька млинів.
У Шамраївці стоїть Спиридонівська церква (1841) — взірець провінційного класицизму та має статус пам'ятки архітектури національного значення.

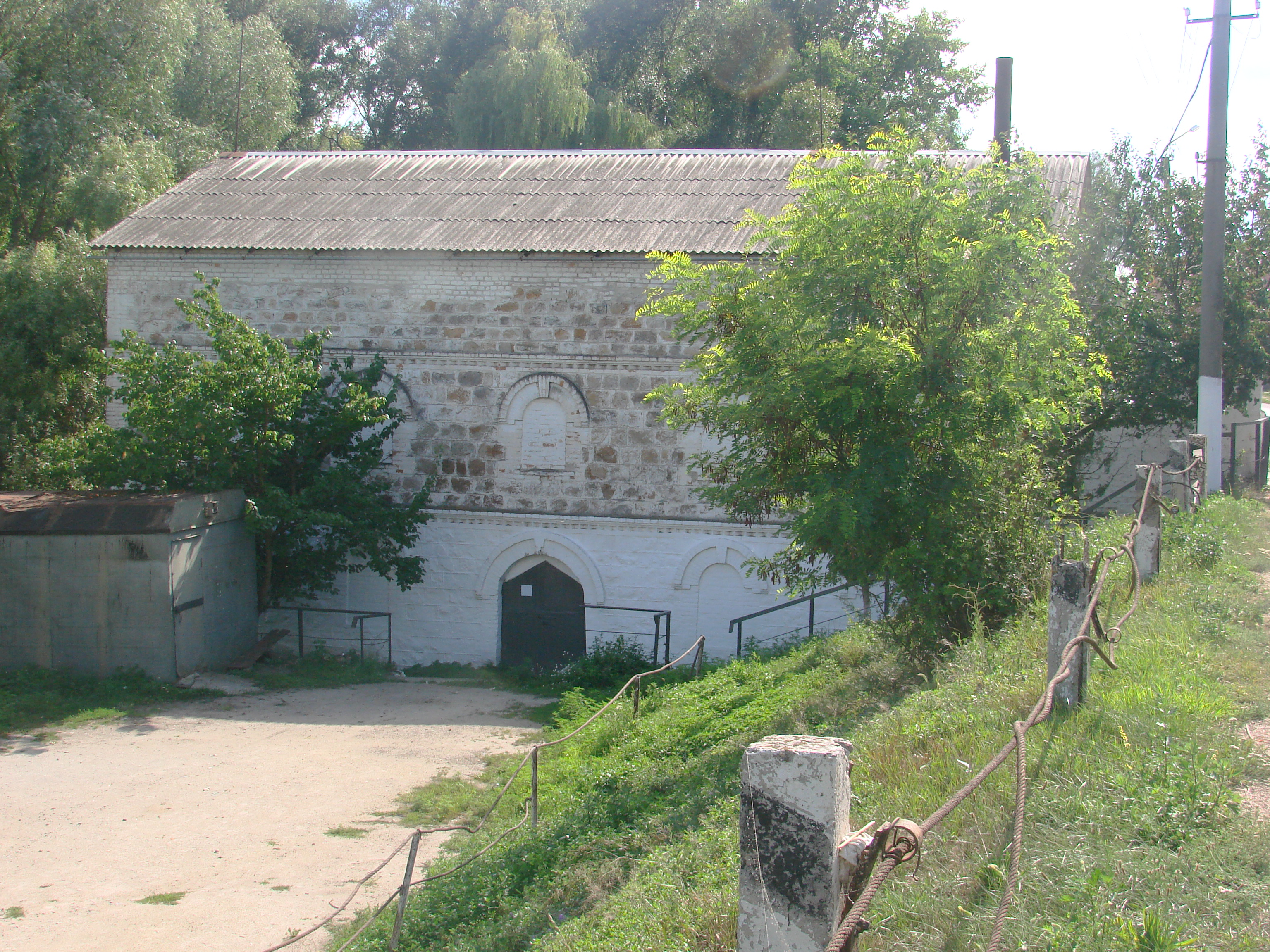
Кинутий Водяний млин (мур.), село Шамраївка

## Населення

### Мова
Розподіл населення за рідною мовою за даними перепису 2001 року:
| Мова            | Кількість | Відсоток |
| --------------- | --------- | -------- |
| українська      | 1805      | 96.16%   |
| російська       | 58        | 3.10%    |
| білоруська      | 10        | 0.53%    |
| румунська       | 1         | 0.05%    |
| інші/не вказали | 3         | 0.16%    |
| Усього          | 1877      | 100%     |

## Галерея

Шамраївська сільська рада
Меморіал воїнів німецько-радянської війни
Сільський будинок культури